# へるす出版
株式会社へるす出版（へるすしゅっぱん、英: Herusu Shuppan, Co. Inc.）は、日本の出版社。

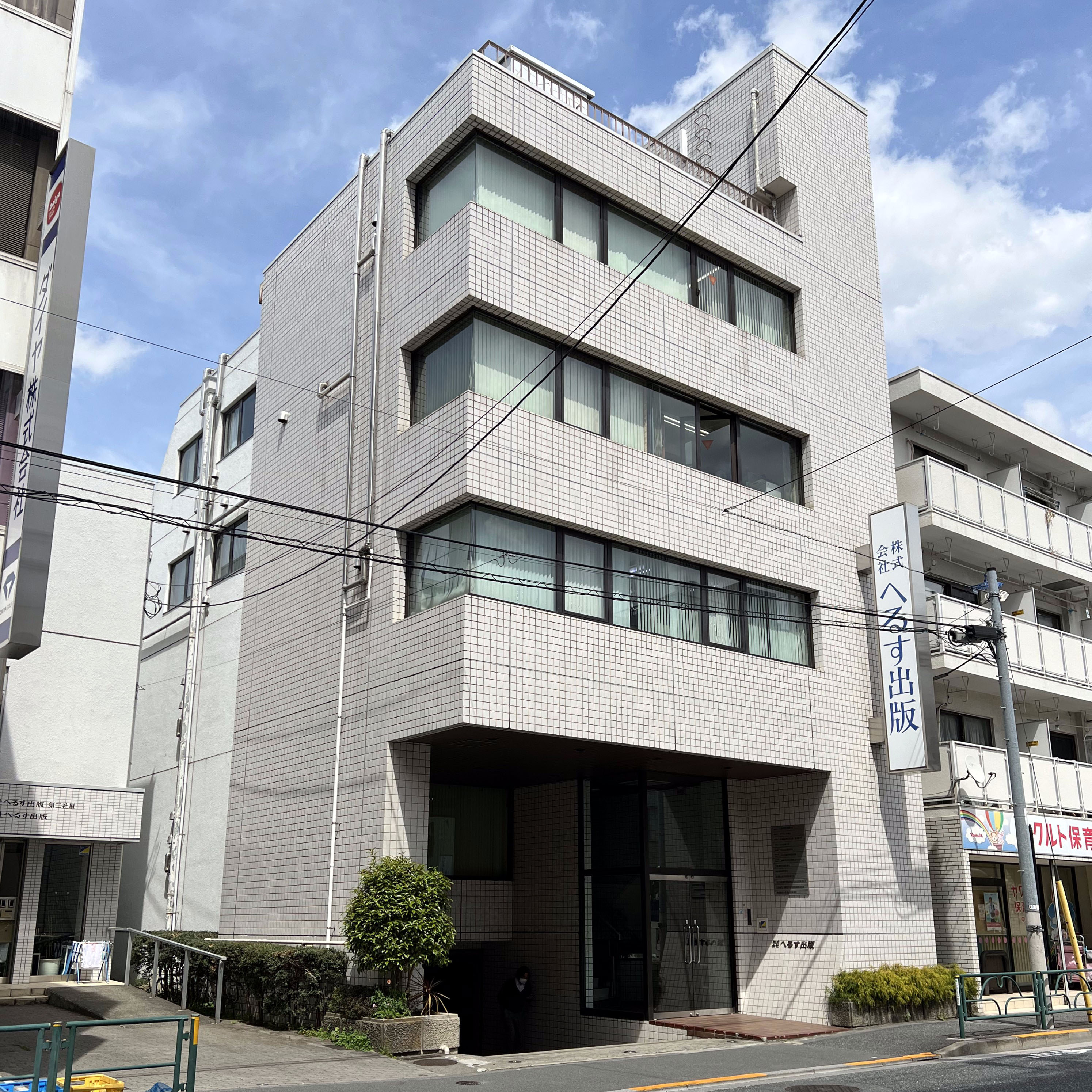
社屋

1975年、東京都中野区にて創業、看護師向けのセミナー主催や月刊誌の発刊を手がける。1976年、株式会社へるす出版事業部を設立。1981年、現社屋に移転。2013年、第二社屋完成（へるす出版事業部）。主に医学・看護学領域の学術専門書や医療従事者向けの書籍・雑誌の出版を行っている。
系列会社のへるす出版事業部では、日本国内における医学会の機関誌の編集や自費出版などを扱う。また、同事業部内には日本救急医学会関東地方会、日本救急看護学会（1998年日本救急医学会から独立）、日本臨床救急医学会、日本臨床高気圧酸素・潜水医学会、日本臨床工学技士教育施設協議会などの事務所が併設されている。
2016年、へるす出版は今後の事業展開について、これまでの重複業務を集約するとともに、へるす出版事業部との合併を発表した。

## 定期刊行物
- 在宅新療0-100（2016年1月創刊[2]）
- 小児看護
- 救急医学
- 消化器外科
- 中毒研究
- コンセンサス癌治療
- 臨牀看護（2013年12月号をもって休刊[10]）